# Kaliumpropionat
Kaliumpropionat ist das Kaliumsalz der Propionsäure. Die chemische Verbindung wird in der Lebensmittelindustrie als Konservierungsmittel unter der Nummer E 283 vor allem in Schnittbrot und Gebäck eingesetzt. Das hygroskopische Salz kristallisiert aus wässrigen Lösungen als Monohydrat (C2H5COOK · H2O) aus.

## Eigenschaften
Kaliumpropionat kristallisiert als Monohydrat, das bei 120 °C sein Kristallwasser abgibt.

## Sicherheitshinweise
Bei längerer Gabe von Propionsäure und Propionaten im Futter von Ratten in Dosierungen zwischen 0,6 und 5 % verursachen diese Veränderungen des Vormagens (Verdickungen und Entzündungen). Dies wird jedoch als für Ratten speziesspezifische Reaktion eingestuft, da bei anderen Tierarten wie Mäusen und Kaninchen keine derartigen Effekte beobachtet wurden.

## Situation in Deutschland
Der Gebrauch von Propionsäure bzw. ihres Natrium-, Kalium- oder Calciumsalzes in Lebensmitteln waren in der Bundesrepublik Deutschland ab dem 1. Januar 1988 verboten, da für den Einsatz keine Notwendigkeit mehr gesehen wurde. In der EU jedoch ist die Verwendung wieder zugelassen.